# 奧什科利湖
54°44′16″N 89°17′10″E / 54.7378°N 89.2861°E
奧什科利湖（俄语：Ошколь），是俄羅斯的湖泊，位於該國南部哈卡斯共和國，由希拉區負責管轄，面積4.33平方公里，海拔高度482米，湖岸線長度4.8公里。